# Assynt

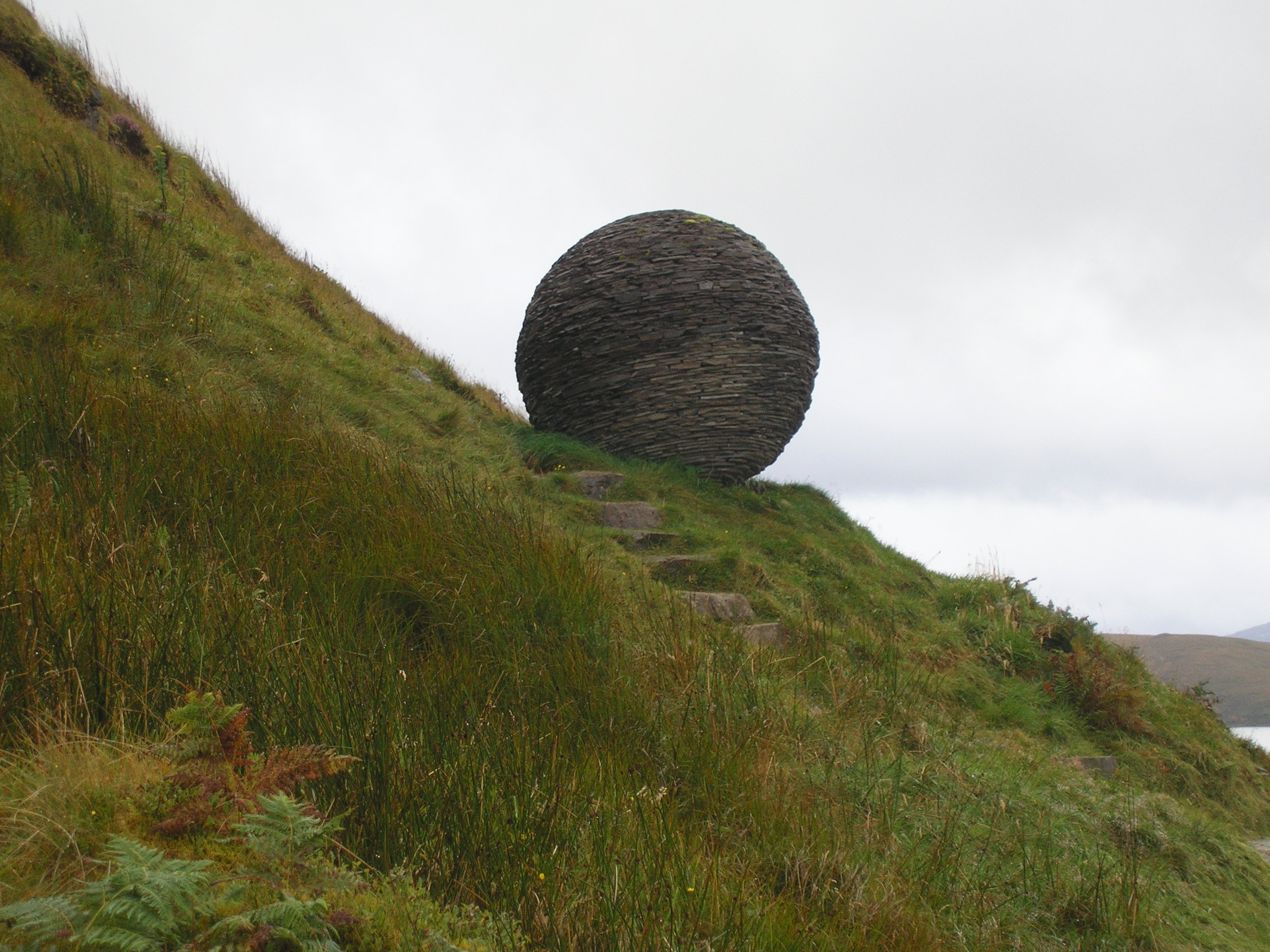
The Globe, Knockan Crag.

Assynt (en gaèlic escocès 'Asainte') és una parròquia al comtat de Sutherland occidental, als Highlands (Escòcia), al nord d'Ullapool.
És famosa pel seu paisatge (Reserva Natural d'Inverpolly) i les seves notables muntanyes (Quinag, Canisp, Suilven, Cul Mòr, Stac Pollaidh, Ben More Assynt). La reserva natural nacional de Knockan Crag inclou un centre d'interpretació de visitants, respecte als trets geològics en Moine Thrust, és part del geoparc de les Terres Altes Nord-occidentals. Assynt alberga la cova més llarga d'Escòcia, Uamh An Claonaite, que queda cinc milles al sud d'Inchnadamph.
El nom d'Assynt pot derivar d'una paraula en nòrdic antic 'A-ssynt que significa "vist des de lluny" o de Ass que en nòrdic antic significa "rocós". Hi ha una "vaga tradició" que el nom ve d'una lluita entre dos germans, Unt i Ass-Unt, (que significa Home de pau i Home de discòrdia). L'últim va guanyar l'enfrontament i li va donar el seu nom a la parròquia.
El juny de 2005 la finca Glencanisp, incloent les muntanyes Suilven i Canisp i la veïna finca de Drumrunie, amb les muntanyes Cul Mòr i Cul Beag, van ser comprades per la comunitat local. La Fundació Assynt pretén crear ocupació local i salvaguardar l'herència natural i cultural en benefici de la comunitat i futures generacions, i per al gaudi d'un públic més ampli. Les finques de Glencanisp i Drumrunie en total sumen unes 18.000 hectàrees i són administrades per la Fundació Assynt en nom de la comunitat de Assynt.